# شعر حر

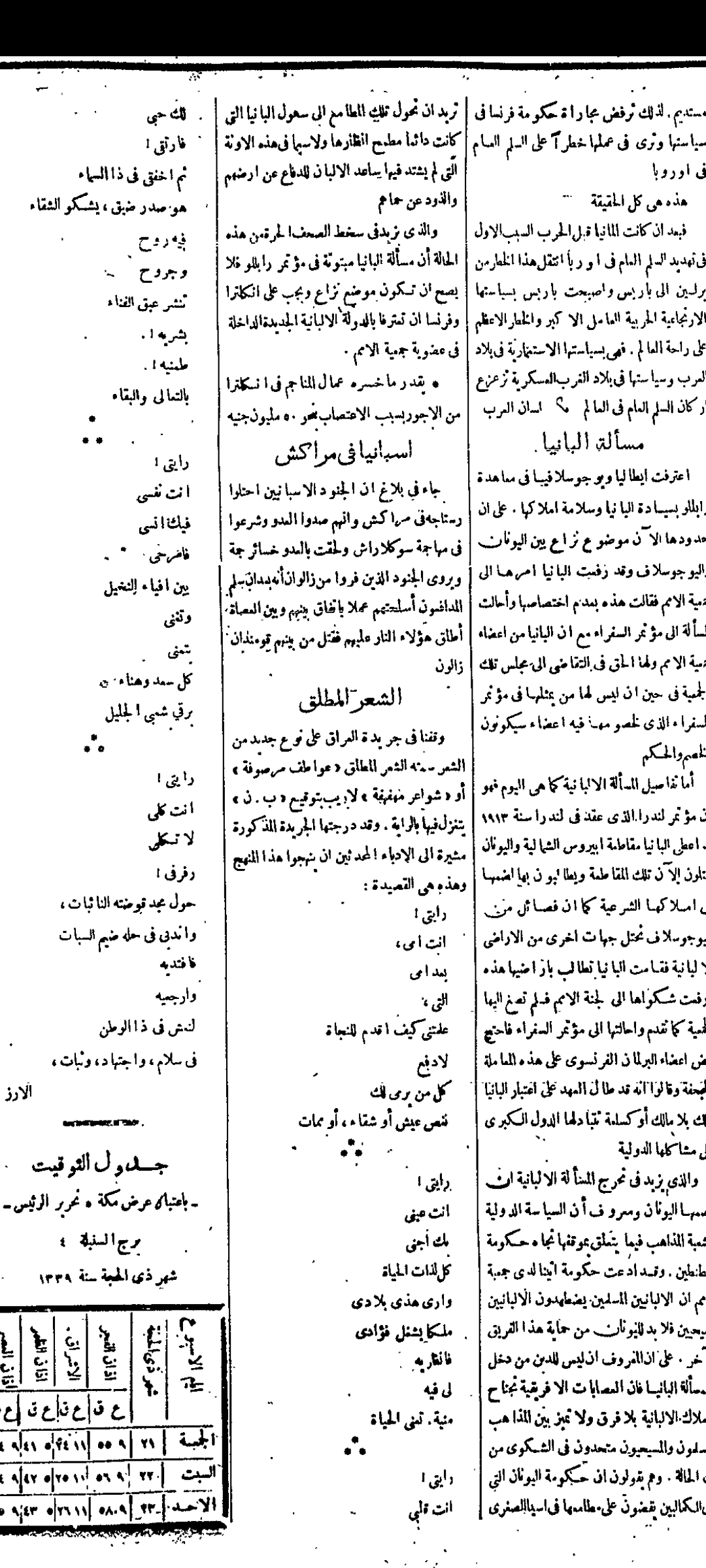
شعر مطلق (حر) مجهول الشاعر منشور في صحيفة القبلة المكية بتاريخ 25 أغسطس 1921، وهي لشاعر وقّع بالحرفين (ب.ن) وهو نفس الشاعر الذي نشرت جريدة (العراق) ببغداد قصائده سنة 1921

الشعر الحر أحد أنواع الشعر العالمي والعربي الأكثر انتشارًا.
بدأ يأخذ شكله منذ نهاية القرن التاسع عشر في العالم وفي الثلاثينيات من القرن العشرين في الوطن العربي. سمي بـ«الشعر المرسل» أو «النظم المرسل المنطلق» أو «الشعر الجديد» أو «شعر التفعيلة» في بداياته، أما بعد الخمسينيات فقد أطلق عليه مسمى «الشعر الحر».
وما زال الجدل مفتوحًا حتى الآن بين تيار من الأدباء والنقاد يرى أن الشعر الحر يختلف عن قصيدة النثر فهو شعر موزون لكنه متحرر من عدد التفعيلات التي تحدد شطر البيت في الشعر الخليلي ويمثل هذا التيار نازك الملائكة وغيرها، وبين من يرى أن النثر أو قصيدة النثر بحد ذاتها هي الشعر الحر لأنه متحرر من أي قالب أو وزن أو بحر وأبرز من يمثل هذا التيار جبرا إبراهيم جبرا وآخرون.

## تاريخ
يُعدّ شعر التفعيلة تغييرًا حاسمًا في تاريخ الشعر العربي، لارتباطه بتحوُّلٍ عميق على صعيد البناء الموسيقي، وأنماط التعبير الفكرية والإبداعية، وقد كانت بداية هذا الكشف الشعري في العراق على يد نازك الملائكة في قصيدة «الكوليرا»، المنشورة في تشرين الأول سنة 1947م، وعلى يد بدر شاكر السياب في قصيدته «هل كان حبًّا» في ديوانه «أزهار ذابلة»، الصادر في كانون الأول سنة 1947م. قرر بعض النقاد أنَّ ما تستغرقه كتابة ديوان شعري كامل من زمن يوحي بريادة السَّيَّاب للمدرسة، بينما قرر آخرون أن نازك الملائكة بَيَّنَت ريادتها لهذا الشعر عندما قررت أنها أول من شمل هذا الكشف الشعري بالإيمان العميق والوعي النقدي.
أما الباحث العراقي الدكتور أحمد مطلوب فإنه يورد في كتابه «النقد الأدبي الحديث في العراق» قصيدة من الشعر الحر عنوانها «بعد موتي» نشرتها جريدة (العراق) ببغداد سنة 1921 تحت عنوان «النظم الطليق»، وفي تلك السنة المبكرة من تاريخ الشعر الحر لم يجرؤ الشاعر على إعلان اسمه، وإنما وقّع (ب.ن) وهذا نص اقتبسه الباحث من تلك القصيدة:
لغرامي
وهو دائي ودوائي
وهو إكسير شفائي
وله قلب يجافي الصب غنجا لا لكي
يملأ الاحساس آلاما وكيّ
فاتركوه، إن عيشي لشبابي معطب
وحياتي

## أعلام المدرسة
ظهر عبد الوهاب البياتي بديوانه «ملائكة وشياطين» سنة 1950م وما بعدها، ليُضيف سمات جديدة إلى حركة الشعر العربي، عندما انصهر بنضال الشعب، مستغلًّا الحرية التي يتيحها الشكل الجديد من أجل التعبير عن همومه، والإفصاح عن آماله.
ثم توالت بعد ذلك الدواوين الشعرية، وراحت دعوة شعر التفعيلة، تتخذ مظهرًا أقوى بظهور شعراء آخرين منهم: صلاح عبد الصبور، أحمد عبد المعطي حجازي في مصر، أدونيس وخليل حاوي في لبنان، نزار قباني في سوريا، فدوى طوقان ومحمود درويش وسميح القاسم في فلسطين، محمد الفيتوري ومحي الدين فارس في السودان.
ومن رواد الشعر الحر:
- نازك الملائكة
- بدر شاكر السياب
- عبد الباسط الصوفي
- صلاح عبد الصبور
- أحمد عبد المعطي حجازي
- محمد الفيتوري
- أمل دنقل
- محمود حسن إسماعيل

## خصائص
تميزت قصيدة الشعر الحر بخصائص أسلوبية متعددة، فقد اعتمدت على الوحدة العضوية، فلم يعد البيت هو الوحدة وإنما صارت القصيدة تشكل كلامًا متماسكًا، وتزاوج الشكل والمضمون، فالبحر والقافية والتفعيلة والصياغة وضعت كلها في خدمة الموضوع وصار الشاعر يعتمد على «التفعيلة» وعلى الموسيقى الداخلية المناسبة بين الألفاظ.
ومدرسة الشعر الجديد (الواقعية) هي طريقة من التعبير عن نفسية الإنسان المعاصر، وقضاياه ونزوعاته، وطموحه، وآماله، وقد ظهرت لعوامل متعددة منها الرد على المدرسة «الابتداعية» أو «الرومانسية» الممعنة في الهروب من الواقع إلى الطبيعة وإلى عوالم مثالية.

## مميزاته
1. أنه موزون: فلو لم يكن موزونًا لما جازت تسميته شعرًا.
2. يعتمد التفعيلة وحدة للوزن الموسيقي، ولكنه لا يتقيد بعدد ثابت من التفعيلات في أبيات القصيدة.
3. أنه يقبل التدوير: بمعنى أنه قد يأتي جزء من التفعيلة في آخر البيت، ويأتي جزء منها في بداية البيت التالي.
4. عدم الالتزام بالقافية: إذ تتعدد فيه حروف الروي مما يفقده الجرس الموسيقي العذب.
5. استعمال الصور الشعرية: كالتي تعمق التأثير بالفكرة التي يطرحها الشاعر.
6. اللجوء إلى الرمزية التي يموه بها الشاعر على مشاعره الخاصة أو ميوله السياسية. وقد يصعب على القارئ إدراك المقصود من القصيدة.